# Lijst van onroerend erfgoed in Beersel
Een overzicht van het onroerend erfgoed in de gemeente Beersel. Het onroerend erfgoed maakt deel uit van het cultureel erfgoed in België.

## Bouwkundig erfgoed
| Object                                                     | Erfgoedstatus?                                       | Bouwjaar of architect | Deelgemeente | Adres                                       | Coördinaten                   | Nummer? | Afbeelding                                                 |
| ---------------------------------------------------------- | ---------------------------------------------------- | --------------------- | ------------ | ------------------------------------------- | ----------------------------- | ------- | ---------------------------------------------------------- |
| Parochiekerk Onze-Lieve-Vrouw                              | Monument kerkhof en kerktrappen (monument)           |                       | Alsemberg    | Kapelaansplein 1                            | 50° 44' 35" NB, 4° 20' 10" OL | 38859   | Parochiekerk Onze-Lieve-Vrouw                              |
| Onze-Lieve-Vrouwekapel                                     | Monument                                             |                       | Alsemberg    | Pastoor Bolsstraat                          | 50° 44' 44" NB, 4° 20' 7" OL  | 38860   | Onze-Lieve-Vrouwekapel                                     |
| Onze-Lieve-Vrouwekapel                                     | Monument                                             |                       | Alsemberg    | Pastoor Bolsstraat                          | 50° 44' 39" NB, 4° 20' 7" OL  | 38861   | Onze-Lieve-Vrouwekapel                                     |
| Kasteel Rondenbos                                          |                                                      |                       | Alsemberg    | Alsembergsteenweg 1046                      | 50° 45' 3" NB, 4° 20' 9" OL   | 38862   | Kasteel Rondenbos                                          |
| Hoeve 't Hoogveld                                          |                                                      |                       | Alsemberg    | Alsembergsteenweg 1059, 1059C               | 50° 45' 20" NB, 4° 19' 54" OL | 38863   | Hoeve 't Hoogveld                                          |
| Herisemmolen of Cartonnerie Winderickx                     | Monument                                             |                       | Alsemberg    | Fabriekstraat 18-22, 23, 27                 | 50° 44' 1" NB, 4° 19' 5" OL   | 38864   | Herisemmolen of Cartonnerie Winderickx                     |
| Kartonfabriek Ten Broeck en directeurswoning               |                                                      |                       | Alsemberg    | Losseweg 101-107                            | 50° 44' 19" NB, 4° 19' 41" OL | 38866   | Kartonfabriek Ten Broeck en directeurswoning               |
| Ensemble van feestzaal, cafés en woningen                  | dorpsgezicht                                         |                       | Alsemberg    | Pastoor Bolsstraat 5, 9-13                  | 50° 44' 31" NB, 4° 20' 11" OL | 38867   | Ensemble van feestzaal, cafés en woningen                  |
| Afspanning De Zwaan                                        | Monument                                             |                       | Alsemberg    | Pastoor Bolsstraat 2-14                     | 50° 44' 31" NB, 4° 20' 14" OL | 38868   | Afspanning De Zwaan                                        |
| Pastorie Onze-Lieve-Vrouwparochie                          | Monument                                             |                       | Alsemberg    | Pastoor Bolsstraat 19                       | 50° 44' 32" NB, 4° 20' 11" OL | 38869   | Pastorie Onze-Lieve-Vrouwparochie                          |
| Hof te Solheide                                            |                                                      |                       | Alsemberg    | Steenblokweg 50                             | 50° 44' 4" NB, 4° 18' 30" OL  | 38871   | Hof te Solheide                                            |
| Parochiekerk Sint-Lambertus                                |                                                      |                       | Beersel      | Herman Teirlinckplein                       | 50° 46' 1" NB, 4° 18' 28" OL  | 38872   | Parochiekerk Sint-Lambertus                                |
| Feodaal kasteel van Beersel                                | Monument                                             |                       | Beersel      | Lotsestraat 63-65                           | 50° 45' 56" NB, 4° 17' 59" OL | 38873   | Feodaal kasteel van Beersel                                |
| Dwersboskasteel en hoeve                                   | landschap                                            |                       | Beersel      | Alsembergsteenweg 1143-1147                 | 50° 45' 50" NB, 4° 19' 41" OL | 38874   | Dwersboskasteel en hoeve                                   |
| Hof te Hongarije                                           | landschap                                            |                       | Beersel      | Hongarijestraat 207                         | 50° 45' 35" NB, 4° 19' 43" OL | 38875   | Hof te Hongarije                                           |
| Pastorie Sint-Lambertusparochie                            |                                                      |                       | Beersel      | Hoogstraat 1                                | 50° 46' 1" NB, 4° 18' 31" OL  | 38876   | Pastorie Sint-Lambertusparochie                            |
| Café De Drie Bronnen                                       |                                                      |                       | Beersel      | Hoogstraat 13                               | 50° 45' 59" NB, 4° 18' 35" OL | 38877   | Café De Drie Bronnen                                       |
| Hoeve Mommaert                                             | landschap                                            |                       | Beersel      | Nering 9                                    |                               | 38878   | Hoeve Mommaert                                             |
| Dorpswoning met reclamemuurschildering                     |                                                      |                       | Beersel      | Nering 22                                   |                               | 38879   | Dorpswoning met reclamemuurschildering                     |
| Burgerhuis                                                 |                                                      |                       | Beersel      | Steenweg op Ukkel 100                       | 50° 46' 12" NB, 4° 18' 45" OL | 38880   | Burgerhuis                                                 |
| Parochiekerk Sint-Gorik                                    | orgel (monument)                                     |                       | Dworp        | Kerkstraat 53                               | 50° 43' 45" NB, 4° 17' 59" OL | 38881   | Parochiekerk Sint-Gorik                                    |
| Kasteel Gravenhof                                          |                                                      |                       | Dworp        | Alsembergsesteenweg 676                     | 50° 44' 0" NB, 4° 17' 39" OL  | 38882   | Kasteel Gravenhof                                          |
| Schandpaal                                                 |                                                      |                       | Dworp        | Alsembergsesteenweg                         | 50° 43' 50" NB, 4° 17' 56" OL | 38883   | Schandpaal                                                 |
| Belingmolen                                                |                                                      |                       | Dworp        | Beling 32                                   | 50° 43' 52" NB, 4° 17' 56" OL | 38884   | Belingmolen                                                |
| Vormingscentrum Destelheide                                |                                                      | 1971 Paul Felix       | Dworp        | Destelheidestraat 66                        | 50° 43' 39" NB, 4° 19' 7" OL  | 38886   | Vormingscentrum Destelheide                                |
| Café Gildenhuis                                            |                                                      |                       | Dworp        | Kerkstraat 52, Vroenenbosstraat 4           | 50° 43' 47" NB, 4° 17' 52" OL | 38887   | Café Gildenhuis                                            |
| Classicistisch burgerhuis met latere bijgebouwen           |                                                      |                       | Dworp        | Molenbeekstraat 6                           | 50° 43' 51" NB, 4° 18' 1" OL  | 38889   | Classicistisch burgerhuis met latere bijgebouwen           |
| Hoeve Het Rood Kloosterken                                 | Monument                                             |                       | Dworp        | Wortelenberg 8                              | 50° 44' 14" NB, 4° 17' 54" OL | 38891   | Hoeve Het Rood Kloosterken                                 |
| Padenborrehoeve                                            | Monument                                             |                       | Dworp        | Padenborre 2                                | 50° 45' 8" NB, 4° 17' 21" OL  | 38892   | Padenborrehoeve                                            |
| Pastorie Sint-Goriksparochie                               | Monument                                             |                       | Dworp        | Vroenenbosstraat 5                          | 50° 43' 46" NB, 4° 17' 52" OL | 38894   | Pastorie Sint-Goriksparochie                               |
| Twee schuren                                               |                                                      |                       | Dworp        | Haakstraat 4                                | 50° 43' 23" NB, 4° 17' 38" OL | 38895   | Twee schuren                                               |
| Parochiekerk Sint-Jan Baptist                              |                                                      |                       | Huizingen    | H. Torleylaan 60A                           | 50° 44' 47" NB, 4° 16' 36" OL | 38896   | Parochiekerk Sint-Jan Baptist                              |
| Domein en kasteel van Huizingen en alpiene tuin Bloemendal | Monument alpiene tuin Bloemendal (monument)          |                       | Huizingen    | H. Torleylaan 100, z.nr.                    | 50° 44' 35" NB, 4° 16' 52" OL | 38897   | Domein en kasteel van Huizingen en alpiene tuin Bloemendal |
| Huis Terborght                                             |                                                      |                       | Huizingen    | Oud Dorp 16                                 | 50° 44' 41" NB, 4° 16' 45" OL | 38898   | Huis Terborght                                             |
| Hoeve Vandienant                                           |                                                      |                       | Huizingen    | Sollenberg 2                                | 50° 45' 11" NB, 4° 16' 34" OL | 38899   | Hoeve Vandienant                                           |
| Parochiekerk Sint-Jozef                                    |                                                      |                       | Lot          | Pastoriestraat                              | 50° 45' 46" NB, 4° 16' 43" OL | 38900   | Parochiekerk Sint-Jozef                                    |
| Hoeve                                                      |                                                      |                       | Lot          | Albert Denystraat 103-105                   | 50° 46' 4" NB, 4° 16' 50" OL  | 38902   | Hoeve                                                      |
| Lemen hoeve                                                | Monument                                             |                       | Lot          | Donderveldstraat 91-93                      | 50° 45' 19" NB, 4° 17' 54" OL | 38903   | Lemen hoeve                                                |
| Kapelaanswoningen en klooster van de Franse nonnen         | Monument                                             |                       | Alsemberg    | Pastoor Bolsstraat 37-41                    | 50° 44' 36" NB, 4° 20' 8" OL  | 200054  | Kapelaanswoningen en klooster van de Franse nonnen         |
| Het Steenen Hof met papier- en kartonmolen                 | Monument                                             |                       | Dworp        | Alsembergsesteenweg 639                     | 50° 43' 53" NB, 4° 17' 41" OL | 200058  | Het Steenen Hof met papier- en kartonmolen                 |
| Sint-Victorsinstituut                                      | gotische vleugel (monument) normaalschool (monument) |                       | Alsemberg    | Brusselsesteenweg 20, Pastoor Bolsstraat 15 | 50° 44' 34" NB, 4° 20' 6" OL  | 200092  | Sint-Victorsinstituut                                      |
| Papiermolen De Meurs                                       | Monument                                             |                       | Dworp        | Sint Laureinsborreweg                       |                               | 200197  | Papiermolen De Meurs                                       |
| Gemeentelijke begraafplaats van Lot                        | Monument                                             | Huib Hoste            | Lot          | Kerkhofstraat 13                            |                               | 201108  | Gemeentelijke begraafplaats van Lot                        |
| Hoekpand met burgerlijk café                               | Monument                                             |                       | Alsemberg    | Pastoor Bolsstraat 16-20                    |                               | 216515  | Hoekpand met burgerlijk café                               |
| Papierfabriek de Meurs                                     |                                                      |                       | Huizingen    | G. Demeurslaan 86                           |                               | 216516  | Papierfabriek de Meurs                                     |
| Portierswoning kasteel Wolfshagen                          |                                                      |                       | Lot          | Frans Walravensstraat 82                    |                               | 216610  | Portierswoning kasteel Wolfshagen                          |
| Woning Herman Teirlinck met tuin                           | Monument Bouwkundig Erfgoed                          |                       | Beersel      | Uwenberg 14                                 |                               | 302453  | Woning Herman Teirlinck met tuin                           |
| Ongevalskruis                                              | Monument                                             |                       | Dworp        | Solheidestraat                              |                               | 304422  | Ongevalskruis                                              |
| Gemeentehuis van Dworp                                     | Monument                                             | Henri Jacobs          | Dworp        | Alsembergsesteenweg 612                     |                               | 304467  | Gemeentehuis van Dworp                                     |
| Grafteken Lasserre                                         | Monument                                             | Henry Lacoste         | Dworp        | Molenveld                                   |                               | 307061  | Grafteken Lasserre                                         |
| Grafteken Torley                                           | Monument                                             |                       | Huizingen    | Ansberg                                     |                               | 307062  | Grafteken Torley                                           |

### Bouwkundige gehelen
| Object             | Erfgoedstatus? | Bouwjaar of architect | Deelgemeente | Adres | Coördinaten | Nummer? | Afbeelding         |
| ------------------ | -------------- | --------------------- | ------------ | --- | ----------- | ------- | ------------------ |
| Dorpskom Alsemberg | Dorpsgezicht   |                       | Alsemberg    | Boonstraat, Brusselsesteenweg, Fr. Deneyerstraat, Froetenweg, Kapelaansplein, Kloosterweg, Oude Postweg, Pastoor Bolsstraat, Vanderveldenlaan, Witteweg |             | 302452  | Dorpskom Alsemberg |